# Óscar Rodríguez Arnaiz
Óscar Rodríguez Arnaiz (Talavera de la Reina, 28 juni 1998) is een Spaans voetballer die doorgaans als aanvallende middenvelder speelt. Hij verruilde Real Madrid in augustus 2020 voor Sevilla.

## Clubcarrière
Rodríguez werd in 2009 opgenomen in de jeugdopleiding van Real Madrid. Hier debuteerde hij op 19 augustus 2017 in het tweede elftal. Op 28 november 2017 debuteerde hij in de hoofdmacht van Real Madrid, in de Copa del Rey tegen CF Fuenlabrada. Aan het eind van het seizoen werd zijn contract verlengd tot medio 2023. Op 13 augustus 2018 werd bekend dat Rodríguez voor één seizoen werd verhuurd aan reeksgenoot CD Leganés. Daarvoor debuteerde hij op 16 september 2018 in de Primera División, tegen Villarreal CF. Na het eerste seizoen op huurbasis bij Leganés werd de verhuurperiode met nog een seizoen verlengd. In het tweede seizoen degradeerde Rodríguez met Leganés uit de Primera División. In augustus 2020 werd Rodríguez gecontracteerd door Sevilla FC, dat 13,5 miljoen euro betaalde.

## Interlandcarrière
Rodríguez kwam uit voor verschillende Spaanse nationale jeugdelftallen. Hij nam met Spanje –17 deel aan het EK –17 van 2015, waarop hij vier keer vlak voor tijd inviel. Op 3 september 2020 maakte Rodríguez zijn debuut voor het Spaanse elftal, in de UEFA Nations Leaguewedstrijd tegen Duitsland (1–1). Hij viel die dag in voor Fabián Ruiz.